# Temporada 2016-17 da PSL
A Premier Soccer League 2016-2017 ou ABSA Premiership foi a 20º edição da Premier Soccer League, principal competição de futebol da África do Sul. Com a participação de 16 clubes
Mamelodi Sundowns é o atual campeão. O Baroka Football Club e Highlands Park Football Club são os times promovidos. o Cape Town City Football Club, comprou os direito do Mpumalanga Black Aces Football Club. E o Free State Stars Football Club os direitos do Morka Swallows.

## Regulamento
- Turnos: O torneio terá a participação de 16 clubes que jogaram entre si em dois turnos ( turno e returno ), onde a vitória vale 3 pontos e o empate vale 1. O clube que somar maior número de pontos é declarado o campeão, sem precisar jogar partidas finais.
- Rebaixamento: Os dois últimos colocados foram automaticamente rebaixados para a Segunda Divisão da edição 2017-2018, sendo substituídos pelos dois melhores colocados da Segunda Divisão da edição 2016-2017.